# Hospitalsinfektion
Hospitalsinfektion eller Sygehusinfektion er en almindelig betegnelse for en infektion som er pådraget i hospitalsmiljøet. En faglig betegnelse er nosokomiel infektion, på engelsk ”nosocomial infection” eller HAI efter hospital-acquired infection. Hospitalsinfektioner skyldes som oftest dårlig hygiejne, men er alligevel svære at komme til livs.
Hvert år rammes 100.000 danskere af en hospitalsinfektion eller 8-10% af alle indlagte. Af dem dør ca. 3000. Hospitalsinfektioner koster hvert år sundhedsvæsenet omkring 1 milliard kroner. Derfor er hospitalsinfektionerne er på alle måder et alvorligt problem: for patienterne og personalet og for sundhedssektorens økonomi og dermed for hele samfundets økonomi.
Svækkede patienter som ældre, diabetikere, stofmisbrugere og dialysepatienter har forøget risiko for hospitalsinfektioner, specielt efter en antibiotika-behandling. Al antibiotika har den egenskab at slå de følsomme mikroorganismer ned, hvilket har den naturlige følge, at der bliver plads og leverum for de resistente bakterier. Risikoen ved hospitalsinfektioner er senest forøget ved forekomsten af multiresistent hospitalsflora, eventuelt bestående af mere virulente mikroorganismer.

## Typiske hospitalsinfektioner
- Urinvejsinfektioner, blærebetændelse,
- Sårinfektioner, infektioner i sår, postoperativ sårinfektion
- Lungebetændelse
- Tarminfektioner, diarré, pseudomembranøs enterokolitis
- Hudinfektioner
- Blodforgiftning, bakterievækst i blodet
- Kateterinfektion, CVK-infektion, centralt venekateter-infektion

## Typiske smitteveje
- Krydsinfektion, fra den ene patient til den anden, ofte via personalet
- Selvinfektion, fra mikroorganismer allerede på eller i patienten. F.eks inficeres kateterne
- Fra hospitalsmiljøet, fra støv, snavs, mad, medicin, instrumenter, fælles berøringsflader som håndtag og senge

## Typiske patogene mikroorganismer
- Staphylococcus aureus, ”gule stafylokokker”, der findes i næsen på mange mennesker,

MRSA (methicillin-resistent Staphylococcus aureus) , CA-MRSA (community-acquired MRSA, engelsk udtryk for smitsom MRSA)
- Multiresistente coli-bakterier
- Multiresistente klebsiella-bakterier
- Multiresistente Clostridium difficile-bakterier

## Alvorlige epidemier på danske hospitaler
- Københavnske hospitaler, første halvdel af 2009. 29 patienter døde af "dræber diarre" mistænkt for at være forårsaget af Clostridium difficile type 027.[3]
- Amtssygehuset i Herlev, 2009-2010. 199 patienter ramt af "dræber diarre" mistænkt for at være forårsaget af Clostridium difficile type 027.[3]
- Fire hospitaler: Herlev, Amager, Gentofte og Hvidovre, 2010. 138 patienter inficeret med Clostridium difficile type 027.[4]

## Hospitalsinfektioner i andre lande
Hospitalsinfektioner er et globalt problem. F.eks. var antallet af smittede i USA 1.700.000 (2010) .

## Forebyggelse
--

## Eksterne links
- Sygehusinfektioner. Netdoktor.dk
- Temanummer om infektionshygiejne. UGESKR LÆGER. 169/48 26. november 2007 Arkiveret 4. marts 2016 hos  Wayback Machine
- Forsvarlig brug af antibiotika er en absolut nødvendighed. Europa-Kommissionen
- Ny guide forebygger hospitalsinfektioner – 10.03.2009 (Webside ikke længere tilgængelig)
- Sygehusinfektioner koster 3265 liv. TV2, 2007